# Веджіні
Веджіні (груз. ვეჯინი) — село в Грузії.
За даними перепису населення 2014 року в селі проживає 2935 осіб.